# Десятичный компьютер

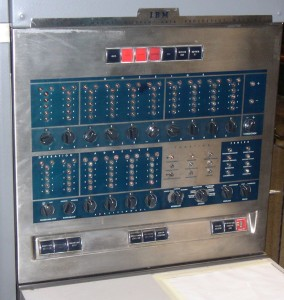
Консольная панель компьютера IBM 650 c двузначными индикаторами (1953 год).

Десятичные компьютеры — электронные цифровые вычислительные машины, которые имеют внутреннее представление данных и адресов в виде десятичных чисел, а также набор инструкций, предназначенных для работы с такими числами и адресами без преобразования их в двоичную форму. Некоторые из этих машин также имели переменную длину машинного слова, что позволяло работать с большими разрядами.

## Ранние компьютеры
«Аналитическая машина» английского математика и изобретателя Чарльза Бэббиджа, придуманная в XIX веке и явившаяся прообразом всех современных цифровых компьютеров, и электро-механический программируемый компьютер «Гарвардский Марк I», созданный в 1939—1944 годах компанией IBM по заказу ВМС США, массой около 4,5 тонны, построенный на переключателях и реле с использованием наработок Чарльза Бэббиджа, — оба были десятичными компьютерами.
Также некоторые ранние электро-ламповые компьютеры, такие как ENIAC (1945 год), IBM NORC (1954 год) и IBM 650 (1954 год), и даже некоторые первые транзисторные компьютеры, такие как IBM 7070 (1958 год) и IBM 1620 (1959 год), — были десятичными. В этих машинах базовой единицей данных была десятичная цифра, закодированная в той или иной схеме, например, как двоично-десятичный код (BCD), би-квинарный код, код «два из пяти» или код excess-3 (XS-3). Эти машины имели адресацию слов, а не байтов (за исключением IBM 1620). Нецифровые данные, например символы, кодировались двумя десятичными цифрами.
Другие ранние компьютеры были символ-ориентированными и реализовывали машинные инструкции для работы с числами, представленными в качестве последовательности (строки) символов. В этих машинах единицей информации был алфавитно-цифровой символ, как правило закодированный шестью двоичными битами. UNIVAC I и UNIVAC II имели адресацию 12-символьных слов. Среди машин IBM такими были IBM 702, IBM 705, серия IBM 1400, IBM 7010, а также IBM 7080.
Линия компьютеров Burroughs B2500 (представлена 1966 году) использовала 8-разрядное кодирование EBCDIC или ASCII для символов, две десятичные цифры упаковывались в один байт. Эти компьютеры не имели операций двоичной арифметики, так что их тоже можно считать представителями десятичной архитектуры.

## Программная поддержка
В 1964 году IBM представила линию IBM System/360 с исключительно байтовой адресацией и стандартизированным определением понятия «байт» (8 бит). Для облегчения работы с десятичными данными машины S/360 имели операции над упакованными десятичными числами (в дополнение к стандартным операциям над целыми) и операции с подвижной запятой (двоичные). В S/360 была стандартизирована также кодировка EBCDIC, хотя ASCII также поддерживалось.
Ранние микропроцессоры также обеспечивали ограниченную поддержку команд десятичной арифметики. Например, процессоры серий Intel 8080 и Intel 80x86 имеют инструкции для преобразования однобайтных BCD-чисел (упакованных или неупакованных) в двоичный формат перед или после арифметических операций. С развитием процессоров данные инструкции остались без изменений. Другими словами, их не расширили для работы, например, с 32-разрядными BCD-числами, поэтому в случае необходимости такие вычисления достаточно несложно реализовать программно. Сопроцессоры x87 имеют инструкции для преобразования 10-байтовых (18 десятичных цифр) упакованных десятичных данных, однако после такого преобразования сопроцессор оперирует с такими числами как с обычными с подвижной запятой.
Процессоры Motorola, такие как 68000, имели инструкции сложения и вычитания чисел BCD, как и MOS Technology 6502 (в более поздних вариантах архитектуры 68x00 — например FreeScale ColdFire — инструкции BCD изъяли).
Семейство процессоров IBM POWER6 и процессоры мейнфреймов IBM System z9 имплементируют работу с 7-, 16- и 34-разрядными десятичными числами (стандарт IEEE 754r, 2008 год) с использованием упаковки Densely packed decimal — у POWER6 эти команды аппаратно, а у System z9 в микрокоде.